# Pipistrellus sturdeei
Pipistrellus sturdeei — вид роду нетопирів.

## Середовище проживання
Цей вид відомий тільки по голотипу невідомого походження (імовірно зібраного в кінці 19-го століття і який знаходиться в Британському музеї природної історії), який може бути а може й не бути з Японії. Є сумніви щодо таксономічного статусу, а також поширення цього виду.

## Загрози та охорона
Невідомо.